# Hoof (Hessen)
Hoof is een deel van de gemeente Schauenburg in Hessen in Duitsland op elf kilometer ten westzuidwesten van het centrum van Kassel.
Hoof deelt een spoorwegstation met Schauenburg. Dat ligt op de spoorlijn van Kassel naar Naumburg.

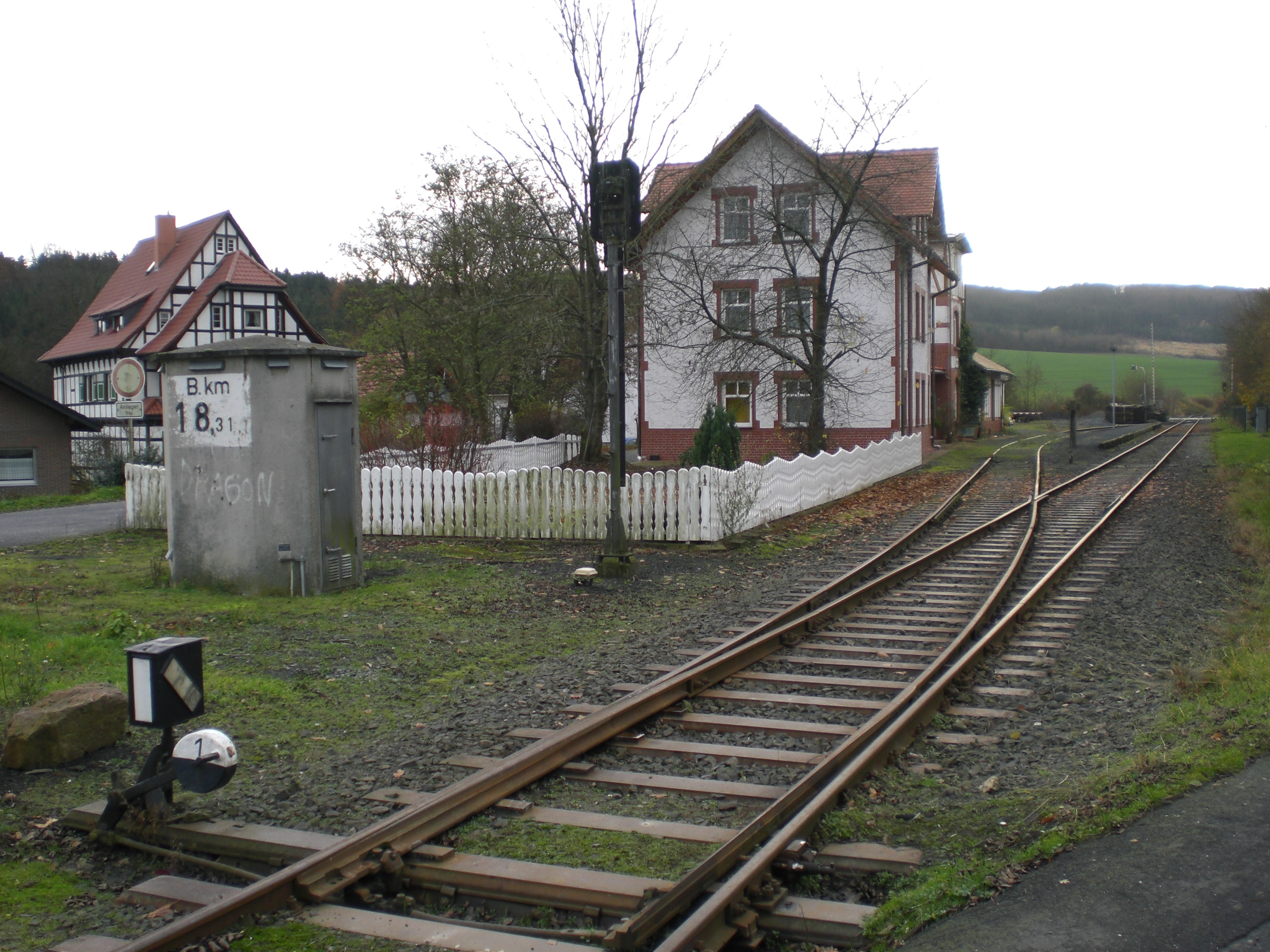
Station